# Claude Estiennot
Claude Estiennot de la Serrée (Varennes, 1639 - Roma, 20 de junio de 1699) fue un religioso benedictino e historiador francés.
Habiendo profesado en 1658 en la abadía de la Trinidad de Vendôme perteneciente a la congregación de San Mauro, estudió filosofía y teología en Saint-Lomer de Blois; a instancias de Luc d'Achery fue trasladado en 1669 a Saint Germaine des Prés. 
Entre 1670 y 1672 se desempeñó como subprior de la abadía de Saint Martin de Pontoise, cuya historia dejó escrita en tres volúmenes. Al año siguiente acompañó a Jean Mabillon en su viaje por Flandes, y tras el regreso de este a Saint Germaine, Estiennot recibió la comisión de explorar los archivos y bibliotecas de los monasterios del centro y sur de Francia, como prior o subprior de Berry, Poitou, Chezal-Benôit, Nouaillé, Solignac, Chaise-Dieu, Ambronay, Orleans, o como secretario del visitador de la provincia de Toulouse François Giraud.  
En 1684 fue nombrado procurador general de la congregación ante la Santa Sede, residiendo en Roma durante el resto de sus días durante los pontificados de Inocencio XI, Alejandro VIII e Inocencio XII. 
Aunque con su propio nombre sólo publicó la historia de la abadía de Saint Martin de Pontoise, que dejó escrita en tres tomos, y la de Maubuisson, que sacó en otro más, a lo largo de su vida Estiennot recopiló más de 40 volúmenes manuscritos in folio; obra suya fueron el "Hagiologion gallicanum", las "Antiquites Benedictines" o los "Fragments historiques", que puestos a disposición de sus correligionarios Mabillon, François Pommeraye, Louis Bulteau, Bernard de Montfaucon, Michel Germain o Denis de Sainte-Marthe, servirían posteriormente de base para la confección de obras como "Annales Ordinis Sancti Benedicti", "Gallia christiana" o "Historiens des Gaules et de la France".